# Ed Marion
Ed Marion (* 1927 in Charlotte, North Carolina; † 28. Mai 2008 in Paoli, Pennsylvania) war ein US-amerikanischer Schiedsrichter im American Football, der von der Saison 1960 bis 1987 in der NFL tätig war. Er trug die Uniform mit der Nummer 26, außer in den Spielzeiten zwischen 1979 und 1981, in denen er die positionsbezogene Nummer 6 zugewiesen bekam. 

## Karriere
Marion war während seiner gesamten NFL-Laufbahn als Head Linesman tätig.
Er war bei insgesamt drei Super Bowls als Head Linesman im Einsatz: Beim Super Bowl V im Jahr 1971 war er in der Crew unter der Leitung von Hauptschiedsrichter Norm Schachter. Beim Super Bowl IX im Jahr 1975 unter der Leitung von Hauptschiedsrichter Bernie Ulman und im Super Bowl XI im Jahr 1977 unter der Leitung von Hauptschiedsrichter Jim Tunney.
Er wurde im Jahr 2002 mit dem NFLRA Honoree Award ausgezeichnet.